# El heredero de Burns
El heredero de Burns, llamado Burns' Heir en la versión original, es un episodio perteneciente a la quinta temporada de la serie animada Los Simpson, emitido originalmente el 14 de abril de 1994. El episodio fue escrito por Jace Richdale y dirigido por Mark Kirkland.

## Sinopsis
El Sr. Burns se encuentra dándose un baño y revisando las cámaras de seguridad, con Smithers vigilándolo. Esta deja al anciano un momento para buscar una esponja redonda, dejando la esponja cuadrada sobre un sombrero alto que tenía puesto Burns. El peso de la esponja hace que Burns se hunda en el agua, dejándolo al borde de la muerte. Luego de que Smithers lo rescate, el anciano se da cuenta de que nadie heredaría su fortuna cuando muriese, por lo que decide montar una audición de varones jóvenes para elegir a su heredero.
En la audición, Bart trata de conseguir la herencia, pero cuando tiene oportunidad de convencerlo, lee un discurso pésimamente escrito por Homer. Burns, enojado con Bart, lo patea con una bota mecánica. El niño, como venganza, rompe a pedradas las ventanas de la mansión y corta las cabezas de todas las estatuas del jardín. Burns, observándolo, decide que le agrada Bart por su "malevolencia pura" y lo proclama heredero de todos sus bienes. 
Una vez que el niño se convierte en el heredero, se siente incomprendido por su familia por lo que después de tener una discusión con Homer, abandona a su familia. La familia quiere a Bart de vuelta, pero Burns, mediante sobornos, consigue mantener al niño a su lado. Los Simpson también tratan de cambiar la mentalidad de Bart llamando a un desprogramador, pero por error llevan a Hans Moleman a la casa de la familia. 
Mientras tanto, Bart se empieza a sentir solo y a extrañar a su familia. Como Burns no quiere que el niño se vaya, le muestra un video en donde los padres y su hermana hablan mal de él. En realidad, los personajes del video eran sólo actores que representaban a Homer, Marge, Lisa y Maggie.
Unos días después, Burns lleva a Bart a la planta nuclear y trata de obligarlo a despedir a Homer de su trabajo. Bart, al ser incapaz de ser cruel con su padre, "despide" a Burns, lanzándolo a través de una puerta-trampa. De vuelta en el hogar, la familia le cuenta a Bart lo del video de Burns, asegurándole que eran actores y que ellos lo amaban. Acto seguido, Homer le presenta al todavía desprogramado "nuevo hermano" Hans Moleman, a pesar de las quejas de Marge.